# Front uni pour la démocratie et le changement
Le Front uni pour la démocratie et le changement (FUDEC) est un parti politique guinéen. 
C'est l'un des 24 partis ayant participé à l'élection présidentielle de 2010. Son candidat, François Louceny Fall, ancien Premier ministre et ancien ministre des Affaires étrangères, est éliminé au 1er tour, avec 0,45 % des suffrages.
En 2012, c'est l'un des 44 partis qui rejoignent la coalition RPG-Arc-en-Ciel d'Alpha Condé.